# Élections législatives de 1997 en Meurthe-et-Moselle
Les élections législatives françaises de 1997 se déroulent les 25 mai et 1er juin 1997. Dans le département de Meurthe-et-Moselle, sept députés sont à élire dans le cadre de sept circonscriptions.

## Élus
| Circonscription | Député sortant     | Parti | Parti     | Député élu ou réélu | Parti | Parti    |
| --------------- | ------------------ | ----- | --------- | ------------------- | ----- | -------- |
| 1re             | André Rossinot     |       | UDF (Rad) | Jean-Jacques Denis  |       | PS       |
| 2e              | Gérard Léonard     |       | RPR       | René Mangin         |       | PS       |
| 3e              | Claude Gaillard    |       | UDF (PR)  | Claude Gaillard     |       | UDF (PR) |
| 4e              | François Guillaume |       | RPR       | François Guillaume  |       | RPR      |
| 5e              | Aloys Geoffroy     |       | UDF (Rad) | Nicole Feidt        |       | PS       |
| 6e              | Jean-Yves Le Déaut |       | PS        | Jean-Yves Le Déaut  |       | PS       |
| 7e              | Jean-Paul Durieux  |       | PS        | Jean-Paul Durieux   |       | PS       |

## Résultats

### Résultats à l'échelle du département
| Parti          | Parti                                    | Premier tour | Premier tour | Second tour | Second tour | Sièges |
| Parti          | Parti                                    | Voix         | %            | Voix        | %           | Sièges |
| -------------- | ---------------------------------------- | ------------ | ------------ | ----------- | ----------- | ------ |
|                | Parti socialiste                         | 81 244       | 28,13        | 158 673     | 56,78       | 5      |
|                | Parti communiste français                | 28 257       | 9,78         | Retrait     | Retrait     | 0      |
|                | Les Verts                                | 10 192       | 3,53         |             |             | 0      |
|                | Divers gauche dont MDC                   | 3 466        | 1,20         | 0           |             |        |
|                | Gauche plurielle                         | 123 159      | 42,64        | 158 673     | 56,78       | 5      |
|                |                                          |              |              |             |             |        |
|                | Union pour la démocratie française       | 48 288       | 16,72        | 72 862      | 26,07       | 1      |
|                | Rassemblement pour la République         | 33 438       | 11,58        | 47 932      | 17,15       | 1      |
|                | La Droite indépendante                   | 8 603        | 2,98         |             |             | 0      |
|                | Divers droite                            | 1 137        | 0,39         | 0           |             |        |
|                | Droite parlementaire                     | 91 466       | 31,67        | 120 794     | 43,22       | 2      |
|                |                                          |              |              |             |             |        |
|                | Front national                           | 46 212       | 16,00        |             |             | 0      |
|                | Extrême gauche dont LCR, LO et SÉGA      | 16 085       | 5,57         | 0           |             |        |
|                | Divers écologiste dont LT-LNÉ, MÉI et GÉ | 7 136        | 2,47         | 0           |             |        |
|                | Divers                                   | 4 489        | 1,55         | 0           |             |        |
|                | Extrême droite                           | 299          | 0,10         | 0           |             |        |
|                |                                          |              |              |             |             |        |
| Inscrits       | Inscrits                                 | 463 455      | 100,00       | 463 414     | 100,00      | 7      |
| Abstentions    | Abstentions                              | 160 575      | 34,65        | 158 582     | 34,22       |        |
| Votants        | Votants                                  | 302 880      | 65,35        | 304 832     | 65,78       |        |
| Blancs et nuls | Blancs et nuls                           | 14 034       | 4,63         | 25 365      | 8,32        |        |
| Exprimés       | Exprimés                                 | 288 846      | 95,37        | 279 467     | 91,68       |        |

### Résultats par circonscription

#### Première circonscription (Nancy-Est)
| Candidat       | Candidat                | Parti          | Premier tour | Premier tour | Second tour | Second tour |  |
| Candidat       | Candidat                | Parti          | Voix         | %            | Voix        | %           |  |
| -------------- | ----------------------- | -------------- | ------------ | ------------ | ----------- | ----------- |  |
|                | André Rossinot sortant  | UDF (Rad)      | 9 191        | 31,94        | 15 341      | 49,79       |  |
|                | Jean-Jacques Denis élu  | PS             | 7 733        | 26,87        | 15 468      | 50,21       |  |
|                | Gérard Bargoin          | FN             | 4 106        | 14,27        |             |             |  |
|                | Patrick Hatzig          | PCF            | 1 558        | 5,41         |             |             |  |
|                | Guy Boiche              | LDI (MPF)      | 1 444        | 5,02         |             |             |  |
|                | Christiane Nimsgern     | LO             | 1 224        | 4,25         |             |             |  |
|                | Jean-Christophe Fischer | SÉGA           | 1 201        | 4,17         |             |             |  |
|                | Marie-Claude Nowakowski | MÉI            | 930          | 3,23         |             |             |  |
|                | Mary-Claude Conty       | Divers         | 716          | 2,49         |             |             |  |
|                | Alain Chartier          | LCR            | 522          | 1,81         |             |             |  |
|                | Jacques L'Hermite       | Divers droite  | 154          | 0,54         |             |             |  |
|                |                         |                |              |              |             |             |  |
| Inscrits       | Inscrits                | Inscrits       | 49 084       | 100,00       | 49 083      | 100,00      |  |
| Abstentions    | Abstentions             | Abstentions    | 19 124       | 38,96        | 16 604      | 33,83       |  |
| Votants        | Votants                 | Votants        | 29 960       | 61,04        | 32 479      | 66,17       |  |
| Blancs et nuls | Blancs et nuls          | Blancs et nuls | 1 181        | 3,94         | 1 670       | 5,14        |  |
| Exprimés       | Exprimés                | Exprimés       | 28 779       | 96,06        | 30 809      | 94,86       |  |

#### Deuxième circonscription (Vandoeuvre-lès-Nancy)
| Candidat       | Candidat               | Parti          | Premier tour | Premier tour | Second tour | Second tour |  |
| Candidat       | Candidat               | Parti          | Voix         | %            | Voix        | %           |  |
| -------------- | ---------------------- | -------------- | ------------ | ------------ | ----------- | ----------- |  |
|                | Gérard Léonard sortant | RPR            | 14 398       | 31,17        | 23 994      | 48,82       |  |
|                | René Mangin élu        | PS             | 13 324       | 28,84        | 25 157      | 51,18       |  |
|                | Marc Néguiral          | FN             | 7 346        | 15,9         |             |             |  |
|                | Jean-Paul Cantineaux   | Les Verts      | 3 236        | 7            |             |             |  |
|                | Noëlle Barth           | PCF            | 2 947        | 6,38         |             |             |  |
|                | Christophe Rouart      | LO             | 1 868        | 4,04         |             |             |  |
|                | Christian Camuzeaux    | LDI (MPF)      | 1 510        | 3,27         |             |             |  |
|                | Paul-Élie Lévy         | LCR            | 845          | 1,83         |             |             |  |
|                | Annette Gondrexon      | Divers gauche  | 426          | 0,92         |             |             |  |
|                | Daniel Burge           | Extrême droite | 299          | 0,65         |             |             |  |
|                |                        |                |              |              |             |             |  |
| Inscrits       | Inscrits               | Inscrits       | 74 624       | 100,00       | 74 620      | 100,00      |  |
| Abstentions    | Abstentions            | Abstentions    | 26 128       | 35,01        | 22 515      | 30,17       |  |
| Votants        | Votants                | Votants        | 48 496       | 64,99        | 52 105      | 69,83       |  |
| Blancs et nuls | Blancs et nuls         | Blancs et nuls | 2 297        | 4,74         | 2 954       | 5,67        |  |
| Exprimés       | Exprimés               | Exprimés       | 46 199       | 95,26        | 49 151      | 94,33       |  |

#### Troisième circonscription (Nancy-Ouest)
| Candidat       | Candidat                      | Parti          | Premier tour | Premier tour | Second tour | Second tour |  |
| Candidat       | Candidat                      | Parti          | Voix         | %            | Voix        | %           |  |
| -------------- | ----------------------------- | -------------- | ------------ | ------------ | ----------- | ----------- |  |
|                | Claude Gaillard sortant réélu | UDF (PR)       | 10 978       | 31,58        | 18 353      | 50,02       |  |
|                | Claudine Barthélemy           | PS             | 9 129        | 26,26        | 18 340      | 49,98       |  |
|                | Jean-Pierre Pelot             | FN             | 4 898        | 14,09        |             |             |  |
|                | Richard Mathieu               | PCF            | 2 477        | 7,13         |             |             |  |
|                | Michel Docq                   | LDI (MPF)      | 1 332        | 3,83         |             |             |  |
|                | Denys Crolotte                | Les Verts      | 1 326        | 3,81         |             |             |  |
|                | Dominique Barbin              | LO             | 1 285        | 3,7          |             |             |  |
|                | Georgette Lemay               | GÉ             | 1 274        | 3,67         |             |             |  |
|                | Jean-Louis Bauer              | Divers droite  | 983          | 2,83         |             |             |  |
|                | Isabelle Gérard               | LCR            | 579          | 1,67         |             |             |  |
|                | Philippe Louis                | Divers gauche  | 499          | 1,44         |             |             |  |
|                |                               |                |              |              |             |             |  |
| Inscrits       | Inscrits                      | Inscrits       | 57 054       | 100,00       | 57 052      | 100,00      |  |
| Abstentions    | Abstentions                   | Abstentions    | 20 843       | 36,53        | 18 417      | 32,28       |  |
| Votants        | Votants                       | Votants        | 36 211       | 63,47        | 38 635      | 67,72       |  |
| Blancs et nuls | Blancs et nuls                | Blancs et nuls | 1 451        | 4,01         | 1 942       | 5,03        |  |
| Exprimés       | Exprimés                      | Exprimés       | 34 760       | 95,99        | 36 693      | 94,97       |  |

#### Quatrième circonscription (Lunéville)
| Candidat       | Candidat                         | Parti          | Premier tour | Premier tour | Second tour | Second tour |  |
| Candidat       | Candidat                         | Parti          | Voix         | %            | Voix        | %           |  |
| -------------- | -------------------------------- | -------------- | ------------ | ------------ | ----------- | ----------- |  |
|                | François Guillaume sortant réélu | RPR            | 13 210       | 28,37        | 23 938      | 50,01       |  |
|                | Michel Closse                    | PS             | 10 753       | 23,1         | 23 929      | 49,99       |  |
|                | Jean-Claude Bardet               | FN             | 8 838        | 18,98        |             |             |  |
|                | Maurice Villaume                 | PCF            | 5 836        | 12,54        |             |             |  |
|                | Geneviève Heilliette             | LO             | 2 370        | 5,09         |             |             |  |
|                | Antoine Ducret                   | Les Verts      | 2 149        | 4,62         |             |             |  |
|                | Michel Claire                    | MÉI            | 1 669        | 3,58         |             |             |  |
|                | Paul Luporsi                     | LDI (MPF)      | 1 387        | 2,98         |             |             |  |
|                | Jean-Loup Gondrexon              | Divers gauche  | 344          | 0,74         |             |             |  |
|                |                                  |                |              |              |             |             |  |
| Inscrits       | Inscrits                         | Inscrits       | 73 648       | 100,00       | 73 637      | 100,00      |  |
| Abstentions    | Abstentions                      | Abstentions    | 24 347       | 33,06        | 21 733      | 29,51       |  |
| Votants        | Votants                          | Votants        | 49 301       | 66,94        | 51 904      | 70,49       |  |
| Blancs et nuls | Blancs et nuls                   | Blancs et nuls | 2 745        | 5,57         | 4 037       | 7,78        |  |
| Exprimés       | Exprimés                         | Exprimés       | 46 556       | 94,43        | 47 867      | 92,22       |  |

#### Cinquième circonscription (Toul)
| Candidat       | Candidat               | Parti          | Premier tour | Premier tour | Second tour | Second tour |  |
| Candidat       | Candidat               | Parti          | Voix         | %            | Voix        | %           |  |
| -------------- | ---------------------- | -------------- | ------------ | ------------ | ----------- | ----------- |  |
|                | Nicole Feidt élue      | PS             | 12 106       | 27,55        | 23 701      | 52,3        |  |
|                | Aloys Geoffroy sortant | UDF (Rad)      | 9 543        | 21,72        | 21 613      | 47,7        |  |
|                | Robert Davion          | FN             | 7 231        | 16,46        |             |             |  |
|                | Jacques Gossot         | RPR            | 5 830        | 13,27        |             |             |  |
|                | Emmanuel Allait        | Les Verts      | 2 533        | 5,76         |             |             |  |
|                | Bernadette Brossat     | LO             | 1 961        | 4,46         |             |             |  |
|                | Francis Debargue       | Divers         | 1 760        | 4,01         |             |             |  |
|                | Jean-Paul Chariot      | MDC            | 1 726        | 3,93         |             |             |  |
|                | Claude Morel           | LDI (MPF)      | 1 249        | 2,84         |             |             |  |
|                |                        |                |              |              |             |             |  |
| Inscrits       | Inscrits               | Inscrits       | 67 098       | 100,00       | 67 091      | 100,00      |  |
| Abstentions    | Abstentions            | Abstentions    | 20 806       | 31,01        | 18 549      | 27,65       |  |
| Votants        | Votants                | Votants        | 46 292       | 68,99        | 48 542      | 72,35       |  |
| Blancs et nuls | Blancs et nuls         | Blancs et nuls | 2 353        | 5,08         | 3 228       | 6,65        |  |
| Exprimés       | Exprimés               | Exprimés       | 43 939       | 94,92        | 45 314      | 93,35       |  |

#### Sixième circonscription (Briey - Pont-à-Mousson)
| Candidat       | Candidat                         | Parti          | Premier tour | Premier tour | Second tour | Second tour |  |
| Candidat       | Candidat                         | Parti          | Voix         | %            | Voix        | %           |  |
| -------------- | -------------------------------- | -------------- | ------------ | ------------ | ----------- | ----------- |  |
|                | Jean-Yves Le Déaut sortant réélu | PS             | 15 255       | 32,78        | 30 713      | 63,63       |  |
|                | Guy Vattier                      | UDF (PR)       | 10 433       | 22,42        | 17 555      | 36,37       |  |
|                | Jeannine Massart                 | FN             | 7 776        | 16,71        |             |             |  |
|                | Michel Gilles                    | PCF            | 6 043        | 12,99        |             |             |  |
|                | Jean-Jacques Lacarrère           | LO             | 1 958        | 4,21         |             |             |  |
|                | Véronique Descamps               | GÉ             | 1 218        | 2,62         |             |             |  |
|                | Jean-Paul Olivier                | SÉGA           | 995          | 2,14         |             |             |  |
|                | Michel Carnin                    | LDI (MPF)      | 919          | 1,97         |             |             |  |
|                | Jean-Luc Lenel                   | LT-LNÉ         | 852          | 1,83         |             |             |  |
|                | Bernadette Varlet                | Divers         | 614          | 1,32         |             |             |  |
|                | Isabelle Renaud                  | IR             | 471          | 1,01         |             |             |  |
|                |                                  |                |              |              |             |             |  |
| Inscrits       | Inscrits                         | Inscrits       | 73 189       | 100,00       | 73 180      | 100,00      |  |
| Abstentions    | Abstentions                      | Abstentions    | 24 237       | 33,12        | 21 824      | 29,82       |  |
| Votants        | Votants                          | Votants        | 48 952       | 66,88        | 51 356      | 70,18       |  |
| Blancs et nuls | Blancs et nuls                   | Blancs et nuls | 2 418        | 4,94         | 3 088       | 6,01        |  |
| Exprimés       | Exprimés                         | Exprimés       | 46 534       | 95,06        | 48 268      | 93,99       |  |

#### Septième circonscription (Villerupt)
| Candidat       | Candidat                        | Parti          | Premier tour | Premier tour | Second tour | Second tour |  |
| Candidat       | Candidat                        | Parti          | Voix         | %            | Voix        | %           |  |
| -------------- | ------------------------------- | -------------- | ------------ | ------------ | ----------- | ----------- |  |
|                | Jean-Paul Durieux sortant réélu | PS             | 12 944       | 30,76        | 21 365      | 100,00      |  |
|                | Frédéric Brigidi                | PCF            | 9 396        | 22,33        | Retrait     | Retrait     |  |
|                | André Ferrari                   | UDF (Rad)      | 8 143        | 19,35        |             |             |  |
|                | Jacques Peyrou                  | FN             | 6 017        | 14,3         |             |             |  |
|                | Marc Rennie                     | Divers         | 1 399        | 3,32         |             |             |  |
|                | Robert Bertomeu                 | LO             | 1 277        | 3,03         |             |             |  |
|                | Steeve Sengulen                 | GÉ             | 1 193        | 2,84         |             |             |  |
|                | Bernadette Parance              | Les Verts      | 948          | 2,25         |             |             |  |
|                | Frédéric Kurzawa                | LDI (MPF)      | 762          | 1,81         |             |             |  |
|                |                                 |                |              |              |             |             |  |
| Inscrits       | Inscrits                        | Inscrits       | 68 758       | 100,00       | 68 751      | 100,00      |  |
| Abstentions    | Abstentions                     | Abstentions    | 25 090       | 36,49        | 38 940      | 56,64       |  |
| Votants        | Votants                         | Votants        | 43 668       | 63,51        | 29 811      | 43,36       |  |
| Blancs et nuls | Blancs et nuls                  | Blancs et nuls | 1 589        | 3,64         | 8 446       | 28,33       |  |
| Exprimés       | Exprimés                        | Exprimés       | 42 079       | 96,36        | 21 365      | 71,67       |  |